# Marathon quốc tế Gyeongju
Marathon quốc tế Gyeongju là một sự kiện thường niên chạy đường trường cự ly marathon (42,195 km) diễn ra vào giữa tháng 10 tại Gyeongju, Hàn Quốc. Nó đã đạt được tư cách IAAF Silver Label Road vào năm 2010.
Được tổ chức lần đầu tiên vào năm 1993, sự kiện này bắt đầu như một cuộc thi nghiệp dư dành cho cư dân thành phố và các vận động viên cấp câu lạc bộ. Đến năm 1999, hơn 10.000 vận động viên đã tham gia vào ngày sự kiện hàng năm. Sau khi kết hợp ban đầu một cuộc đua quốc tế vào giữa những năm 1990, cuộc đua một lần nữa trở lại là một cuộc thi quốc gia của Hàn Quốc do những hạn chế tài chính. Cuộc đua đã được chuyển đến Seoul vào năm 2000 nhưng cuộc đua marathon Gyeongju đã xuất hiện trở lại vào năm 2006 và các vận động viên nước ngoài ưu tú đã trở lại thành phố vào năm sau.
Cuộc thi hiện có cuộc đua marathon cấp độ quốc tế dành cho cả nam và nữ, cũng như các sự kiện nghiệp dư chạy vui vẻ qua bán marathon, 10K và 5K khoảng cách. Sự kiện này là một trong một loạt các cuộc đua trong nước (cùng với Baekje Marathon và Seoul International Marathon) được tài trợ bởi The Dong-a Ilbo, một người Hàn Quốc hàng ngày báo khổ rộng. Cuộc thi là một trong hai lễ hội chạy đường hàng năm trong thành phố, cuộc thi còn lại là Cuộc đua hoa anh đào Gyeongjyu được tổ chức vào tháng 4 khi cây cối nở hoa.
Quá trình chạy marathon bắt đầu ở công viên Hwangseong và kết thúc trên đường chạy của Sân vận động công cộng Gyeongju trong công viên. Kỷ lục thời gian cháy của cho cuộc đua marathon là 2:08:52, được thiết lập bởi Yemane Tsegay vào năm 2008, trong khi kỷ lục của phụ nữ được giữ bởi vận động viên quốc gia Yun Sun-suk, đạt 2:31:21 được thiết lập vào năm 2007.